# Франклин (окръг, Мисисипи)
Вижте пояснителната страница за други населени места с името Франклин.
Окръг Франклин (на английски: Franklin County) е окръг в щата Мисисипи, Съединени американски щати. Площта му е 1469 km², а населението - 8448 души (2000). Административен център е град Мийдвил.